# Estniska sångfesten
Estniska sångfesten (estniska: üldlaulupidu) är en sångfest som äger rum i Estlands huvudstad Tallinn i juli vart femte år. Den senaste ägde rum 2025. Sångfesterna hålls numera på Sångarfältet i Tallinn.

## Historia
Traditionen med sångfester föddes med Estlands gryende nationalkänsla (1850–1918). Den första hölls i Tartu sommaren 1869. En av initiativtagarna var Johann Voldemar Jannsen. Till en början deltog enbart manskörer och blåsorkestrar. I den första festen deltog 822 sångare och 56 instrumentalister. Från och med den fjärde sångfesten deltog även blandade körer och 1896 flyttade evenemanget till Tallinn.
1947 införde sovjetregimen strikta regler för vilken repertoar som fick förekomma. När gosskörer och barnkörer också fick delta steg antalet deltagare till 33 000 deltagare. Sedan 1934 har även en dansfest hållits i Tallinn och sedan 1947 har sångfesten och dansfesten arrangerats tillsammans.
År 2008 upptogs Estniska sångfesten på Unescos lista över immateriellt kulturarv.
2019 slogs publik och deltagarrekord med över 100 000 deltagare och publik.

## Traditioner
En fackla tänds i Tartu, där den första festivalen hölls. Precis som den olympiska elden färdas facklan  sedan genom Estland till Tallinn, där tusentals folkdansare väntar på att elden ska anlända för att inleda en dansföreställning på Kalevstadion. Deltagarna bär vanligen estniska folkdräkter. Festivaldeltagarna går sedan i procession till festivalområdet. Processionen följs av en konsert, som alltid inleds med Aleksander Kunileids stycke "Gryning".